# Pietro De Silva
Pietro de Silva (Roma, 28 de diciembre de 1954) es un actor, dramaturgo y director italiano.
Su trayectoria abarca en cine y televisión con directores reconocidos italianos.

## Filmografía
- Il minestrone de Sergio Citti (1981)
- E la nave va de Federico Fellini (1983)
- Sing Sing de Sergio Corbucci (1983)
- Il Bi e il Ba de Maurizio Nichetti (1986)
- Quando eravamo repressi de Pino Quartullo (1992)
- Le donne non vogliono più de Pino Quartullo (1993)
- Croce e delizia de Luciano De Crescenzo (1995)
- La classe non è acqua de Cecilia Calvi (1997)
- Un amore di strega de René Manzor (1997)
- La vita è bella de Roberto Benigni (1997)
- Cartoni animati de Sergio y Franco Citti (1997)
- Le faremo tanto male de Pino Quartullo (1998)
- Tu ridi de Paolo e Vittorio Taviani (1998)
- I fobici, regia di Giancarlo Scarchilli (1999)
- Si fa presto a dire amore, regia di Enrico Brignano (2000)
- Blek Giek, regia di Enrico Caria (2001)
- L'ora di religione de Marco Bellocchio (2002)
- Bimba - È clonata una stella de Sabina Guzzanti (2002)
- Non ti muovere de Sergio Castellitto (2004)
- Il resto di niente de Antonietta De Lillo (2004)
- Anche libero va bene de Kim Rossi Stuart (2006)
- Iago de  Volfango De Biasi (2009)
- Feisbum - Il film (2009)
- Amore 14 de Federico Moccia (2009)
- Henry de Alessandro Piva (2010)
- Nessuno mi può giudicare de Massimiliano Bruno (2011)
- L'era legale de Enrico Caria (2011)
- Una domenica notte de Giuseppe Marco Albano (2013)
- Una storia sbagliata de Gianluca Maria Tavarelli (2014)
- Aeffetto Domino de (2017)
- Una gita a Roma de Karin Proia (2016)
- Non nuotate in quel fiume de Roberto Albanesi (2016)
- Notte di quiete de Daniele Malavolta (2016)
- Beata ignoranza de Massimiliano Bruno (2017)
- La voce del terremoto de Alberto De Venezia (2018)
- Anche senza di te de  Francesco Bonelli (2018)
- Una semplice verità de Cinzia Mirabella  (2018)
- Domani è un altro giorno de Simone Spada (2019)
- Aquile randagie de  Gianni Aureli (2019)